# 賓科斯角
64°25′21″S 61°34′09″W / 64.42250°S 61.56917°W

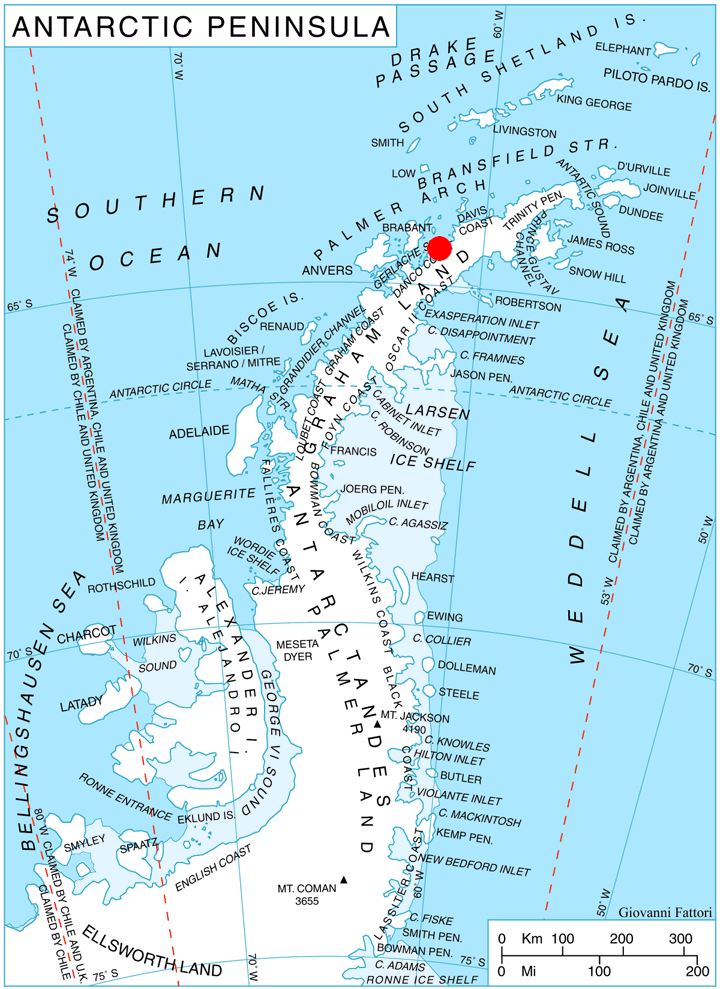

賓科斯角（Binkos Point），是南極洲的海岬，位於葛拉漢地西岸的丹科海岸，處於拉廷卡灣入口處東北部，以保加利亞東南部鄉鎮命名，現時由南極條約體系管理。